# Coupe Internationale de Nice de 2015
Coupe Internationale de Nice de 2015 foi a vigésima edição da Coupe Internationale de Nice, um evento anual de patinação artística no gelo, sendo parte do calendário sênior internacional. A competição foi disputada entre os dias 14 de outubro e 18 de outubro, na cidade de Nice, França.

## Eventos
- Individual masculino
- Individual feminino
- Duplas
- Dança no gelo

## Medalhistas
| Evento                        | Ouro                                           | Prata                                                  | Bronze                                     |
| Sênior                        |                                                |                                                        |                                            |
| Individual masculino detalhes | Chafik Besseghier · França                     | Alexander Majorov · Suécia                             | Dmitry Aliev · Rússia                      |
| Individual feminino detalhes  | Elizaveta Tuktamysheva · Rússia                | Alena Leonova · Rússia                                 | Laurine Lecavelier · França                |
| Duplas detalhes               | Mari Vartmann · Ruben Blommaert · Alemanha     | Miriam Ziegler · Severin Kiefer · Áustria              | Camille Mendoza · Pavel Kovalev · França   |
| Dança no gelo detalhes        | Cecilia Törn · Jussiville Partanen · Finlândia | Lorenza Alessandrini · Pierre Souquet-Basiege · França | Carolane Soucisse · Simon Tanguay · Canadá |
| Júnior                        |                                                |                                                        |                                            |
| Individual masculino detalhes | Petr Gumennik · Rússia                         | Egor Murashov · Rússia                                 | Petr Kotlarik · República Tcheca           |
| Individual feminino detalhes  | Alisa Fedichkina · Rússia                      | Dahyun Ko · República Tcheca                           | Kim Cheremsky · Ucrânia                    |

## Resultados

### Sênior

#### Individual masculino
| Pos.              | Nome               | Nacionalidade    | Pontos | PC         | PL          |
| ----------------- | ------------------ | ---------------- | ------ | ---------- | ----------- |
| Medalha de ouro   | Chafik Besseghier  | França           | 231.11 | 79.92 (1)  | 151.19 (1)  |
| Medalha de prata  | Alexander Majorov  | Suécia           | 220.10 | 72.27 (6)  | 147.83 (2)  |
| Medalha de bronze | Dmitry Aliev       | Rússia           | 217.86 | 76.15 (2)  | 141.71 (3)  |
| 4                 | Michal Brezina     | República Tcheca | 215.55 | 74.21 (4)  | 141.34 (4)  |
| 5                 | Jorik Hendrix      | Bélgica          | 212.10 | 73.94 (5)  | 138.16 (5)  |
| 6                 | Alexander Petrov   | Rússia           | 208.99 | 75.80 (3)  | 133.19 (6)  |
| 7                 | Ivan Pavlov        | Ucrânia          | 194.56 | 66.58 (7)  | 127.98 (7)  |
| 8                 | Simon Hocquaux     | França           | 178.69 | 59.09 (10) | 119.60 (8)  |
| 9                 | Paul Fentz         | Alemanha         | 170.46 | 59.70 (9)  | 110.76 (11) |
| 10                | Adrien Tesson      | França           | 168.72 | 57.91 (11) | 110.81 (10) |
| 11                | Andrey Lazukin     | Rússia           | 155.00 | 52.12 (15) | 102.88 (13) |
| 12                | Thomas Kennes      | Países Baixos    | 153.75 | 50.33 (19) | 103.42 (12) |
| 13                | Oddvoll Boe Sondre | Noruega          | 152.70 | 41.41 (23) | 111.29 (9)  |
| 14                | Nicola Todeschini  | Suíça            | 152.30 | 54.38 (12) | 97.92 (15)  |
| 15                | Valtter Virtanen   | Finlândia        | 151.76 | 51.00 (18) | 100.76 (14) |
| 16                | Trevor Bergovist   | Suécia           | 148.56 | 51.16 (17) | 97.40 (16)  |
| 17                | Jamie Wright       | Reino Unido      | 146.94 | 52.58 (14) | 94.36 (17)  |
| 18                | Manuel Koll        | Áustria          | 141.76 | 51.98 (16) | 89.78 (19)  |
| 19                | Murad Kurbanov     | Rússia           | 133.17 | 43.00 (22) | 90.17 (18)  |
| 20                | Alexander Bjelde   | Alemanha         | 132.01 | 53.23 (13) | 78.78 (21)  |
| 21                | Vincent Cuerel     | Suíça            | 130.74 | 48.07 (21) | 82.67 (20)  |
| 22                | Paul Arrateig      | França           | 126.63 | 48.90 (20) | 77.73 (22)  |
| 23                | Florian Gostelie   | Países Baixos    | 105.09 | 35.18 (24) | 69.91 (23)  |
| WD                | Yvan Righini       | Itália           | —      | 60.32 (8)  | — (WD)      |
| WD                | Kévin Aymoz        | França           | —      | — (WD)     |             |

#### Individual feminino
| Pos.              | Nome                   | Nacionalidade | Pontos | PC         | PL         |
| ----------------- | ---------------------- | ------------- | ------ | ---------- | ---------- |
| Medalha de ouro   | Elizaveta Tuktamisheva | Rússia        | 179.23 | 59.12 (2)  | 120.11 (1) |
| Medalha de prata  | Alena Leonova          | Rússia        | 178.59 | 68.52 (1)  | 110.07 (2) |
| Medalha de bronze | Laurine Lecavelier     | França        | 155.78 | 54.99 (3)  | 100.79 (3) |
| 4                 | Anna Khnychenkova      | Ucrânia       | 150.74 | 51.82 (4)  | 98.92 (4)  |
| 5                 | Nathalie Weinzierl     | Alemanha      | 130.74 | 41.54 (10) | 89.20 (5)  |
| 6                 | Russo Giada            | Itália        | 130.73 | 45.79 (7)  | 84.94 (6)  |
| 7                 | Loena Hendricks        | Bélgica       | 130.10 | 49.12 (6)  | 80.98 (9)  |
| 8                 | Karly Robertson        | Reino Unido   | 127.35 | 44.30 (8)  | 83.05 (8)  |
| 9                 | Nadjma Mahamoud        | França        | 126.72 | 43.21 (9)  | 83.51 (7)  |
| 10                | Nicole Schott          | Alemanha      | 124.31 | 51.12 (5)  | 73.19 (11) |
| 11                | Helery Halvin          | Estônia       | 117.89 | 40.78 (11) | 77.11 (10) |
| 12                | Katie Powell           | Reino Unido   | 108.00 | 38.36 (16) | 69.64 (12) |
| 13                | Laure Nicodet          | Suíça         | 106.50 | 38.31 (17) | 68.19 (13) |
| 14                | Linnea Mellgren        | Suécia        | 105.63 | 39.43 (14) | 66.20 (14) |
| 15                | Elin Hallberg          | Suécia        | 99.66  | 35.62 (18) | 64.04 (15) |
| 16                | Jeromie Repond         | Suíça         | 99.31  | 38.74 (15) | 60.57 (16) |
| 17                | Elizaveta Leonova      | Estônia       | 95.75  | 40.69 (12) | 55.06 (17) |
| 18                | Julia Sauter           | Romênia       | 91.63  | 39.63 (13) | 52.00 (18) |
| 19                | Lara Nicola Roth       | Áustria       | 79.44  | 31.67 (19) | 47.77 (19) |

#### Duplas
| Pos.              | Nome                                  | Nacionalidade | Pontos | PC        | PL         |
| ----------------- | ------------------------------------- | ------------- | ------ | --------- | ---------- |
| Medalha de ouro   | Mari Vartmann / Ruben Blommaert       | Alemanha      | 165.40 | 59.42 (1) | 105.98 (1) |
| Medalha de prata  | Miriam Ziegler / Severin Kiefer       | Áustria       | 141.02 | 47.50 (2) | 93.52 (2)  |
| Medalha de bronze | Camille Mendoza / Pavel Kovalev       | França        | 127.00 | 46.42 (3) | 80.58 (3)  |
| 4                 | Minerva-Fabienne Hase / Nolan Seegert | Alemanha      | 118.62 | 42.78 (4) | 75.84 (4)  |
| 5                 | Ioulia Chtchetinina / Noah Scherer    | Suíça         | 111.78 | 37.10 (5) | 74.68 (5)  |
| 6                 | Anna Marie Pearce / Mark Magyar       | Hungria       | 98.74  | 33.06 (6) | 65.68 (6)  |

#### Dança no gelo
| Pos.              | Nome                                          | Nacionalidade | Pontos | PC        | PL        |
| ----------------- | --------------------------------------------- | ------------- | ------ | --------- | --------- |
| Medalha de ouro   | Cecilia Törn / Jussiville Partanen            | Finlândia     | 135.04 | 50.58 (2) | 84.46 (1) |
| Medalha de prata  | Lorenza Alessandrini / Pierre Souquet-Basiege | França        | 127.44 | 48.76 (3) | 78.68 (2) |
| Medalha de bronze | Carolane Soucisse / Simon Tanguay             | Canadá        | 125.40 | 50.66 (1) | 74.74 (3) |
| 4                 | Valeriya Gaystruk / Alexeï Oleynik            | Ucrânia       | 119.96 | 48.46 (4) | 71.50 (4) |
| 5                 | Laureline Aubry / Kevin Bellingard            | França        | 107.38 | 41.78 (5) | 65.60 (5) |
| 6                 | Cécile Postiaux / Richard Postiaux            | Bélgica       | 95.84  | 37.82 (6) | 58.02 (6) |
| 7                 | Katarina Paice / Iourii Ieremenko             | Suíça         | 86.68  | 33.68 (7) | 53.00 (7) |
| WD                | Péroline Ojardias / Michaël Bramante          | França        | —      | — (WD)    |           |

### Júnior

#### Individual masculino júnior
| Pos.              | Nome                  | Nacionalidade    | Pontos | PC         | PL         |
| ----------------- | --------------------- | ---------------- | ------ | ---------- | ---------- |
| Medalha de ouro   | Petr Gumennik         | Rússia           | 200.72 | 67.97 (1)  | 132.75 (1) |
| Medalha de prata  | Egor Murashov         | Rússia           | 174.72 | 54.42 (2)  | 120.30 (2) |
| Medalha de bronze | Petr Kotlarik         | República Tcheca | 165.37 | 53.00 (3)  | 112.37 (3) |
| 4                 | Adam Siao Him Fa      | França           | 137.82 | 43.32 (9)  | 94.50 (4)  |
| 5                 | Arthur Ribes          | França           | 134.45 | 45.50 (7)  | 88.95 (5)  |
| 6                 | Nikolaj Majorov       | Suécia           | 134.11 | 46.50 (5)  | 87.61 (7)  |
| 7                 | Nurullah Sahaka       | Suíça            | 130.48 | 49.02 (4)  | 81.46 (9)  |
| 8                 | Thomas Stoll          | Alemanha         | 129.95 | 41.04 (11) | 88.91 (6)  |
| 9                 | Maxence Collet        | França           | 127.34 | 41.02 (12) | 86.32 (8)  |
| 10                | Kai Jagoda            | Alemanha         | 121.53 | 44.43 (8)  | 77.10 (10) |
| 11                | John Olof Hallman     | Suécia           | 118.43 | 45.60 (6)  | 72.83 (12) |
| 12                | Michaël Durham        | Nova Zelândia    | 113.62 | 39.83 (13) | 73.79 (11) |
| WD                | Luc Maierhofer        | Áustria          | —      | 42.86 (10) | — (WD)     |
| WD                | Ludovic Bossard       | França           | —      | — (WD)     |            |
| WD                | Daniel Albert Naurits | França           | —      | — (WD)     |            |
| WD                | Johannes Maierhofer   | Áustria          | —      | — (WD)     |            |

#### Individual feminino júnior
| Pos.              | Nome                  | Nacionalidade    | Pontos | PC         | PL         |
| ----------------- | --------------------- | ---------------- | ------ | ---------- | ---------- |
| Medalha de ouro   | Alisa Fedichkina      | Rússia           | 184.63 | 63.08 (1)  | 121.55 (1) |
| Medalha de prata  | Dahyun Ko             | República Tcheca | 135.06 | 45.80 (2)  | 89.26 (3)  |
| Medalha de bronze | Kim Cheremsky         | Ucrânia          | 134.83 | 44.92 (3)  | 89.91 (2)  |
| 4                 | Alizee Crozet         | França           | 123.61 | 43.00 (5)  | 80.61 (4)  |
| 5                 | Kristina Isaev        | Alemanha         | 119.26 | 43.47 (4)  | 75.79 (5)  |
| 6                 | Danielle Harrison     | Reino Unido      | 113.02 | 37.82 (7)  | 75.20 (6)  |
| 7                 | Pauline Wanner        | França           | 110.25 | 41.01 (6)  | 69.24 (7)  |
| 8                 | Julie Froetscher      | França           | 101.92 | 34.28 (13) | 67.64 (8)  |
| 9                 | Shaline Ruegger       | Suíça            | 101.53 | 34.14 (14) | 67.39 (9)  |
| 10                | Heloise Pitot         | França           | 100.84 | 35.79 (10) | 65.05 (10) |
| 11                | Cassandra Johansson   | Suécia           | 94.16  | 37.17 (9)  | 56.99 (13) |
| 12                | Annika Hocke          | Alemanha         | 92.89  | 37.55 (8)  | 55.34 (16) |
| 13                | Anastasia Vaïpan-Law  | Reino Unido      | 90.86  | 32.36 (15) | 58.50 (11) |
| 14                | Tullia Maria Trevisan | Itália           | 90.12  | 34.52 (12) | 55.60 (15) |
| 15                | Sophie Almassy        | Áustria          | 89.61  | 31.76 (16) | 57.85 (12) |
| 16                | Marina Popov          | França           | 88.86  | 35.33 (11) | 53.53 (17) |
| 17                | Violette Ivanoff      | Áustria          | 86.16  | 29.81 (17) | 56.35 (14) |
| WD                | Alisa Stomakhina      | Áustria          | —      | — (WD)     |            |
| WD                | Francesca Zazza       | Itália           | —      | — (WD)     |            |

## Quadro de medalhas
Sênior
| Ordem | País      | Medalha de ouro | Medalha de prata | Medalha de bronze |    | Ordem por total |
| ----- | --------- | --------------- | ---------------- | ----------------- | -- | --------------- |
| 1     | França    | 1               | 1                | 2                 | 4  | 1               |
| 2     | Rússia    | 1               | 1                | 1                 | 3  | 2               |
| 3     | Alemanha  | 1               |                  |                   | 1  | 3               |
| 3     | Finlândia | 1               |                  |                   | 1  | 3               |
| 5     | Áustria   |                 | 1                |                   | 1  | 3               |
| 5     | Suécia    |                 | 1                |                   | 1  | 3               |
| 7     | Canadá    |                 |                  | 1                 | 1  | 3               |
| TOTAL | TOTAL     | 4               | 4                | 4                 | 12 | —               |

Geral
| Ordem | País             | Medalha de ouro | Medalha de prata | Medalha de bronze |    | Ordem por total |
| ----- | ---------------- | --------------- | ---------------- | ----------------- | -- | --------------- |
| 1     | Rússia           | 3               | 2                | 1                 | 6  | 1               |
| 2     | França           | 1               | 1                | 2                 | 4  | 2               |
| 3     | Alemanha         | 1               |                  |                   | 1  | 4               |
| 3     | Finlândia        | 1               |                  |                   | 1  | 4               |
| 5     | República Tcheca |                 | 1                | 1                 | 2  | 3               |
| 6     | Suécia           |                 | 1                |                   | 1  | 4               |
| 6     | Áustria          |                 | 1                |                   | 1  | 4               |
| 8     | Canadá           |                 |                  | 1                 | 1  | 4               |
| 8     | Ucrânia          |                 |                  | 1                 | 1  | 4               |
| TOTAL | TOTAL            | 6               | 6                | 6                 | 18 | —               |